# Puchar Świata w łyżwiarstwie szybkim 2021/2022
Puchar Świata w łyżwiarstwie szybkim 2021/2022 – 37. edycja Pucharu Świata w łyżwiarstwie szybkim. Cykl rozpoczął się 12 listopada 2021 roku w Arenie Lodowej Tomaszów Mazowiecki, a zakończył się 13 marca 2022 roku w holenderskim Heerenveen. Po raz trzeci w historii zawody Pucharu Świata odbyły się w Polsce.
Puchar Świata rozgrywany był w pięciu miastach na dwóch kontynentach.

## Medaliści zawodów

### Kobiety
| Lp.   | Data                 | Miejscowość                                                                                  | Konkurencja                                                                                  | 1. miejsce                                                                                   | 2. miejsce                                                                                   | 3. miejsce                                                                                   | Źródło                                                                                       |                                                                                              |
| ----- | -------------------- | -------------------------------------------------------------------------------------------- | -------------------------------------------------------------------------------------------- | -------------------------------------------------------------------------------------------- | -------------------------------------------------------------------------------------------- | -------------------------------------------------------------------------------------------- | -------------------------------------------------------------------------------------------- | -------------------------------------------------------------------------------------------- |
| 1. PŚ | 12–14 listopada 2021 | Tomaszów Mazowiecki                                                                          | 500 m (12.11)                                                                                | Erin Jackson                                                                                 | Nao Kodaira                                                                                  | Olga Fatkulina                                                                               | [ 1 ]                                                                                        |                                                                                              |
| 1. PŚ | 12–14 listopada 2021 | Tomaszów Mazowiecki                                                                          | 3000 m (12.11)                                                                               | Irene Schouten                                                                               | Isabelle Weidemann                                                                           | Francesca Lollobrigida                                                                       | [ 1 ]                                                                                        |                                                                                              |
| 1. PŚ | 12–14 listopada 2021 | Tomaszów Mazowiecki                                                                          | 500 m (13.11)                                                                                | Erin Jackson                                                                                 | Angielina Golikowa                                                                           | Nao Kodaira                                                                                  | [ 1 ]                                                                                        |                                                                                              |
| 1. PŚ | 12–14 listopada 2021 | Tomaszów Mazowiecki                                                                          | 1000 m (13.11)                                                                               | Brittany Bowe                                                                                | Miho Takagi                                                                                  | Nao Kodaira                                                                                  | [ 1 ]                                                                                        |                                                                                              |
| 1. PŚ | 12–14 listopada 2021 | Tomaszów Mazowiecki                                                                          | Bieg drużynowy (13.11)                                                                       | Kanada Ivanie Blondin · Isabelle Weidemann · Valérie Maltais                                 | Japonia Miho Takagi · Misaki Oshigiri · Ayano Satō                                           | Holandia Ireen Wüst · Irene Schouten · Antoinette de Jong                                    | [ 1 ]                                                                                        |                                                                                              |
| 1. PŚ | 12–14 listopada 2021 | Tomaszów Mazowiecki                                                                          | 1500 m (14.11)                                                                               | Miho Takagi                                                                                  | Brittany Bowe                                                                                | Nadieżda Morozowa                                                                            | [ 1 ]                                                                                        |                                                                                              |
| 1. PŚ | 12–14 listopada 2021 | Tomaszów Mazowiecki                                                                          | Bieg masowy (14.11)                                                                          | Irene Schouten                                                                               | Ivanie Blondin                                                                               | Francesca Lollobrigida                                                                       | [ 1 ]                                                                                        |                                                                                              |
| 2. PŚ | 19–21 listopada 2021 | Stavanger                                                                                    | 1000 m (19.11)                                                                               | Brittany Bowe                                                                                | Miho Takagi                                                                                  | Nao Kodaira                                                                                  | [ 2 ]                                                                                        |                                                                                              |
| 2. PŚ | 19–21 listopada 2021 | Stavanger                                                                                    | 5000 m (19.11)                                                                               | Irene Schouten                                                                               | Isabelle Weidemann                                                                           | Ragne Wiklund                                                                                | [ 2 ]                                                                                        |                                                                                              |
| 2. PŚ | 19–21 listopada 2021 | Stavanger                                                                                    | 500 m (20.11)                                                                                | Erin Jackson                                                                                 | Nao Kodaira                                                                                  | Kaja Ziomek                                                                                  | [ 2 ]                                                                                        |                                                                                              |
| 2. PŚ | 19–21 listopada 2021 | Stavanger                                                                                    | Sprint drużynowy (20.11)                                                                     | Polska Andżelika Wójcik · Kaja Ziomek · Natalia Czerwonka                                    | Kanada Maddison Pearman · Alexa Scott · Ivanie Blondin                                       | Chiny Zhang Lina · Jin Jingzhu · Li Qishi                                                    | [ 2 ]                                                                                        |                                                                                              |
| 2. PŚ | 19–21 listopada 2021 | Stavanger                                                                                    | 500 m (21.11)                                                                                | Nao Kodaira                                                                                  | Erin Jackson                                                                                 | Angielina Golikowa                                                                           | [ 2 ]                                                                                        |                                                                                              |
| 2. PŚ | 19–21 listopada 2021 | Stavanger                                                                                    | 1500 m (21.11)                                                                               | Miho Takagi                                                                                  | Ireen Wüst                                                                                   | Ayano Satō                                                                                   | [ 2 ]                                                                                        |                                                                                              |
| 3. PŚ | 3–5 grudnia 2021     | Salt Lake City                                                                               | 500 m (03.12)                                                                                | Erin Jackson                                                                                 | Angielina Golikowa                                                                           | Femke Kok                                                                                    | [ 3 ]                                                                                        |                                                                                              |
| 3. PŚ | 3–5 grudnia 2021     | Salt Lake City                                                                               | 3000 m (03.12)                                                                               | Irene Schouten                                                                               | Antoinette de Jong                                                                           | Ragne Wiklund                                                                                | [ 3 ]                                                                                        |                                                                                              |
| 3. PŚ | 3–5 grudnia 2021     | Salt Lake City                                                                               | Bieg drużynowy (04.12)                                                                       | Kanada Valérie Maltais · Ivanie Blondin · Isabelle Weidemann                                 | Holandia Ireen Wüst · Irene Schouten · Melissa Wijfje                                        | Rosja Jelizawieta Gołubiewa · Natalja Woronina · Jewgienija Łalenkowa                        | [ 3 ]                                                                                        |                                                                                              |
| 3. PŚ | 3–5 grudnia 2021     | Salt Lake City                                                                               | 500 m (04.12)                                                                                | Andżelika Wójcik                                                                             | Angielina Golikowa                                                                           | Olga Fatkulina                                                                               | [ 3 ]                                                                                        |                                                                                              |
| 3. PŚ | 3–5 grudnia 2021     | Salt Lake City                                                                               | 1000 m (04.12)                                                                               | Miho Takagi                                                                                  | Jutta Leerdam                                                                                | Brittany Bowe                                                                                | [ 3 ]                                                                                        |                                                                                              |
| 3. PŚ | 3–5 grudnia 2021     | Salt Lake City                                                                               | 1500 m (05.12)                                                                               | Miho Takagi                                                                                  | Ayano Satō                                                                                   | Antoinette de Jong                                                                           | [ 3 ]                                                                                        |                                                                                              |
| 3. PŚ | 3–5 grudnia 2021     | Salt Lake City                                                                               | Bieg masowy (05.12)                                                                          | Ivanie Blondin                                                                               | Marijke Groenewoud                                                                           | Sofie Karoline Haugen                                                                        | [ 3 ]                                                                                        |                                                                                              |
| 4. PŚ | 10–12 grudnia 2021   | Calgary                                                                                      | 500 m (10.12)                                                                                | Olga Fatkulina                                                                               | Nao Kodaira                                                                                  | Angielina Golikowa                                                                           | [ 4 ]                                                                                        |                                                                                              |
| 4. PŚ | 10–12 grudnia 2021   | Calgary                                                                                      | 3000 m (10.12)                                                                               | Francesca Lollobrigida                                                                       | Isabelle Weidemann                                                                           | Martina Sáblíková                                                                            | [ 4 ]                                                                                        |                                                                                              |
| 4. PŚ | 10–12 grudnia 2021   | Calgary                                                                                      | Bieg drużynowy (11.12)                                                                       | Kanada Valérie Maltais · Ivanie Blondin · Isabelle Weidemann                                 | Japonia Nana Takagi · Miho Takagi · Ayano Satō                                               | Chiny Han Mei · Li Qishi · Adake Er Ahena                                                    | [ 4 ]                                                                                        |                                                                                              |
| 4. PŚ | 10–12 grudnia 2021   | Calgary                                                                                      | 500 m (11.12)                                                                                | Angielina Golikowa                                                                           | Nao Kodaira                                                                                  | Erin Jackson                                                                                 | [ 4 ]                                                                                        |                                                                                              |
| 4. PŚ | 10–12 grudnia 2021   | Calgary                                                                                      | 1000 m (11.12)                                                                               | Nao Kodaira                                                                                  | Brittany Bowe                                                                                | Olga Fatkulina                                                                               | [ 4 ]                                                                                        |                                                                                              |
| 4. PŚ | 10–12 grudnia 2021   | Calgary                                                                                      | 1500 m (12.12)                                                                               | Brittany Bowe                                                                                | Nana Takagi                                                                                  | Ayano Satō                                                                                   | [ 4 ]                                                                                        |                                                                                              |
| 4. PŚ | 10–12 grudnia 2021   | Calgary                                                                                      | Bieg masowy (12.12)                                                                          | Francesca Lollobrigida                                                                       | Ivanie Blondin                                                                               | Jelizawieta Gołubiewa                                                                        | [ 4 ]                                                                                        |                                                                                              |
|       | 15–17 grudnia 2021   | 2. Mistrzostwa Czterech Kontynentów – Calgary                                                | 2. Mistrzostwa Czterech Kontynentów – Calgary                                                | 2. Mistrzostwa Czterech Kontynentów – Calgary                                                | 2. Mistrzostwa Czterech Kontynentów – Calgary                                                | 2. Mistrzostwa Czterech Kontynentów – Calgary                                                | 2. Mistrzostwa Czterech Kontynentów – Calgary                                                | 2. Mistrzostwa Czterech Kontynentów – Calgary                                                |
|       | 7–9 stycznia 2022    | 3. Mistrzostwa Europy na Dystansach – Heerenveen                                             | 3. Mistrzostwa Europy na Dystansach – Heerenveen                                             | 3. Mistrzostwa Europy na Dystansach – Heerenveen                                             | 3. Mistrzostwa Europy na Dystansach – Heerenveen                                             | 3. Mistrzostwa Europy na Dystansach – Heerenveen                                             | 3. Mistrzostwa Europy na Dystansach – Heerenveen                                             | 3. Mistrzostwa Europy na Dystansach – Heerenveen                                             |
|       | 4–20 lutego 2022     | XXIV Zimowe Igrzyska Olimpijskie – Pekin                                                     | XXIV Zimowe Igrzyska Olimpijskie – Pekin                                                     | XXIV Zimowe Igrzyska Olimpijskie – Pekin                                                     | XXIV Zimowe Igrzyska Olimpijskie – Pekin                                                     | XXIV Zimowe Igrzyska Olimpijskie – Pekin                                                     | XXIV Zimowe Igrzyska Olimpijskie – Pekin                                                     |                                                                                              |
|       | 3–6 marca 2022       | 115. Mistrzostwa Świata w Wieloboju i 52. Mistrzostwa Świata w Wieloboju Sprinterskim– Hamar | 115. Mistrzostwa Świata w Wieloboju i 52. Mistrzostwa Świata w Wieloboju Sprinterskim– Hamar | 115. Mistrzostwa Świata w Wieloboju i 52. Mistrzostwa Świata w Wieloboju Sprinterskim– Hamar | 115. Mistrzostwa Świata w Wieloboju i 52. Mistrzostwa Świata w Wieloboju Sprinterskim– Hamar | 115. Mistrzostwa Świata w Wieloboju i 52. Mistrzostwa Świata w Wieloboju Sprinterskim– Hamar | 115. Mistrzostwa Świata w Wieloboju i 52. Mistrzostwa Świata w Wieloboju Sprinterskim– Hamar | 115. Mistrzostwa Świata w Wieloboju i 52. Mistrzostwa Świata w Wieloboju Sprinterskim– Hamar |
| 5. PŚ | 12–13 marca 2022     | Heerenveen                                                                                   | 500 m (12.03)                                                                                | Erin Jackson                                                                                 | Femke Kok                                                                                    | Nao Kodaira                                                                                  | [ 5 ]                                                                                        |                                                                                              |
| 5. PŚ | 12–13 marca 2022     | Heerenveen                                                                                   | 1500 m (12.03)                                                                               | Miho Takagi                                                                                  | Antoinette de Jong                                                                           | Ragne Wiklund                                                                                | [ 5 ]                                                                                        |                                                                                              |
| 5. PŚ | 12–13 marca 2022     | Heerenveen                                                                                   | 500 m (13.03)                                                                                | Erin Jackson                                                                                 | Brittany Bowe                                                                                | Kim Min-sun                                                                                  | [ 5 ]                                                                                        |                                                                                              |
| 5. PŚ | 12–13 marca 2022     | Heerenveen                                                                                   | 3000 m (13.03)                                                                               | Irene Schouten                                                                               | Ragne Wiklund                                                                                | Martina Sáblíková                                                                            | [ 5 ]                                                                                        |                                                                                              |
| 5. PŚ | 12–13 marca 2022     | Heerenveen                                                                                   | 1000 m (13.03)                                                                               | Miho Takagi                                                                                  | Brittany Bowe                                                                                | Kimi Goetz                                                                                   | [ 5 ]                                                                                        |                                                                                              |
| 5. PŚ | 12–13 marca 2022     | Heerenveen                                                                                   | Bieg masowy (13.03)                                                                          | Irene Schouten                                                                               | Marijke Groenewoud                                                                           | Francesca Lollobrigida                                                                       | [ 5 ]                                                                                        |                                                                                              |

#### Klasyfikacje
| Lp. | Zawodniczka        | Punkty |
| --- | ------------------ | ------ |
| 1.  | Erin Jackson       | 660    |
| 2.  | Nao Kodaira        | 572    |
| 3.  | Kaja Ziomek        | 432    |
| 4.  | Femke Kok          | 410    |
| 5.  | Angielina Golikowa | 404    |
| 6.  | Kim Min-sun        | 388    |
| 7.  | Kimi Goetz         | 367    |
| 8.  | Arisa Go           | 361    |
| 9.  | Michelle de Jong   | 356    |
| 10. | Brittany Bowe      | 348    |

| Lp. | Zawodniczka        | Punkty |
| --- | ------------------ | ------ |
| 1.  | Brittany Bowe      | 330    |
| 2.  | Miho Takagi        | 288    |
| 3.  | Nao Kodaira        | 268    |
| 4.  | Kimi Goetz         | 227    |
| 5.  | Jekatierina Ajdowa | 204    |
| 6.  | Femke Kok          | 175    |
| 7.  | Karolina Bosiek    | 170    |
| 8.  | Huang Yu-ting      | 160    |
| 9.  | Angielina Golikowa | 154    |
| 10  | Lotte van Beek     | 142    |

| Lp. | Zawodniczka            | Punkty |
| --- | ---------------------- | ------ |
| 1.  | Miho Takagi            | 300    |
| 2.  | Brittany Bowe          | 256    |
| 3.  | Ayano Satō             | 252    |
| 4.  | Ragne Wiklund          | 238    |
| 5.  | Antoinette de Jong     | 235    |
| 6.  | Ireen Wüst             | 226    |
| 7.  | Francesca Lollobrigida | 222    |
| 8.  | Nadieżda Morozowa      | 208    |
| 9.  | Nana Takagi            | 193    |
| 10. | Ivanie Blondin         | 181    |

| Lp. | Zawodniczka            | Punkty |
| --- | ---------------------- | ------ |
| 1.  | Irene Schouten         | 300    |
| 2.  | Ragne Wiklund          | 290    |
| 3.  | Francesca Lollobrigida | 266    |
| 4.  | Martina Sáblíková      | 265    |
| 5.  | Joy Beune              | 210    |
| 6.  | Isabelle Weidemann     | 205    |
| 7.  | Valérie Maltais        | 199    |
| 8.  | Ivanie Blondin         | 199    |
| 9.  | Misaki Oshigiri        | 197    |
| 10. | Nadieżda Morozowa      | 183    |

| Lp. | Zawodniczka            | Punkty |
| --- | ---------------------- | ------ |
| 1.  | Francesca Lollobrigida | 602    |
| 2.  | Ivanie Blondin         | 578    |
| 3.  | Irene Schouten         | 506    |
| 4.  | Marijke Groenewoud     | 476    |
| 5.  | Valérie Maltais        | 362    |
| 6.  | Guo Dan                | 358    |
| 7.  | Jelizawieta Gołubiewa  | 356    |
| 8.  | Michelle Uhrig         | 342    |
| 9.  | Mia Manganello-Kilburg | 339    |
| 10. | Kim Bo-reum            | 306    |

| Lp. | Reprezentacja     | Punkty |
| --- | ----------------- | ------ |
| 1.  | Kanada            | 360    |
| 2.  | Japonia           | 284    |
| 3.  | Holandia          | 280    |
| 4.  | Rosja             | 262    |
| 5.  | Norwegia          | 242    |
| 6.  | Polska            | 238    |
| 7.  | Białoruś          | 216    |
| 8.  | Stany Zjednoczone | 207    |
| 9.  | Niemcy            | 202    |
| 10. | Szwajcaria        | 197    |

### Mężczyźni
| Lp.   | Data                 | Miejscowość                                                                                  | Konkurencja                                                                                  | 1. miejsce                                                                                   | 2. miejsce                                                                                   | 3. miejsce                                                                                   | Źródło                                                                                       |                                                                                              |
| ----- | -------------------- | -------------------------------------------------------------------------------------------- | -------------------------------------------------------------------------------------------- | -------------------------------------------------------------------------------------------- | -------------------------------------------------------------------------------------------- | -------------------------------------------------------------------------------------------- | -------------------------------------------------------------------------------------------- | -------------------------------------------------------------------------------------------- |
| 1. PŚ | 12–14 listopada 2021 | Tomaszów Mazowiecki                                                                          | 500 m (12.11)                                                                                | Gao Tingyu                                                                                   | Tatsuya Shinhama                                                                             | Laurent Dubreuil                                                                             | [ 1 ]                                                                                        |                                                                                              |
| 1. PŚ | 12–14 listopada 2021 | Tomaszów Mazowiecki                                                                          | 5000 m (12.11)                                                                               | Nils van der Poel                                                                            | Ted-Jan Bloemen                                                                              | Patrick Roest                                                                                | [ 1 ]                                                                                        |                                                                                              |
| 1. PŚ | 12–14 listopada 2021 | Tomaszów Mazowiecki                                                                          | 1500 m (13.11)                                                                               | Kim Min-seok                                                                                 | Ning Zhongyan                                                                                | Joey Mantia                                                                                  | [ 1 ]                                                                                        |                                                                                              |
| 1. PŚ | 12–14 listopada 2021 | Tomaszów Mazowiecki                                                                          | Bieg masowy (13.11)                                                                          | Masahito Obayashi                                                                            | Rusłan Zacharow                                                                              | Zbigniew Bródka                                                                              | [ 1 ]                                                                                        |                                                                                              |
| 1. PŚ | 12–14 listopada 2021 | Tomaszów Mazowiecki                                                                          | Bieg drużynowy (14.11)                                                                       | Holandia Sven Kramer · Patrick Roest · Marcel Bosker                                         | Kanada Ted-Jan Bloemen · Jordan Belchos · Connor Howe                                        | Japonia Seitarō Ichinohe · Shane Williamson · Masahito Obayashi                              | [ 1 ]                                                                                        |                                                                                              |
| 1. PŚ | 12–14 listopada 2021 | Tomaszów Mazowiecki                                                                          | 500 m (14.11)                                                                                | Tatsuya Shinhama                                                                             | Laurent Dubreuil                                                                             | Wataru Morishige                                                                             | [ 1 ]                                                                                        |                                                                                              |
| 1. PŚ | 12–14 listopada 2021 | Tomaszów Mazowiecki                                                                          | 1000 m (14.11)                                                                               | Hein Otterspeer                                                                              | Thomas Krol                                                                                  | Kjeld Nuis                                                                                   | [ 1 ]                                                                                        |                                                                                              |
| 2. PŚ | 19–21 listopada 2021 | Stavanger                                                                                    | 1000 m (19.11)                                                                               | Thomas Krol                                                                                  | Kai Verbij                                                                                   | Kjeld Nuis                                                                                   | [ 2 ]                                                                                        |                                                                                              |
| 2. PŚ | 19–21 listopada 2021 | Stavanger                                                                                    | 500 m (20.11)                                                                                | Laurent Dubreuil                                                                             | Artiom Ariefjew                                                                              | Marek Kania                                                                                  | [ 2 ]                                                                                        |                                                                                              |
| 2. PŚ | 19–21 listopada 2021 | Stavanger                                                                                    | 10000 m (20.11)                                                                              | Nils van der Poel                                                                            | Jorrit Bergsma                                                                               | Ted-Jan Bloemen                                                                              | [ 2 ]                                                                                        |                                                                                              |
| 2. PŚ | 19–21 listopada 2021 | Stavanger                                                                                    | Sprint drużynowy (20.11)                                                                     | Chiny Wang Haotian · Lian Ziwen · Ning Zhongyan                                              | Norwegia Bjørn Magnussen · Henrik Fagerli Rukke · Håvard Holmefjord Lorentzen                | Polska Marek Kania · Piotr Michalski · Damian Żurek                                          | [ 2 ]                                                                                        |                                                                                              |
| 2. PŚ | 19–21 listopada 2021 | Stavanger                                                                                    | 500 m (21.11)                                                                                | Tatsuya Shinhama                                                                             | Laurent Dubreuil                                                                             | Artiom Ariefjew                                                                              | [ 2 ]                                                                                        |                                                                                              |
| 2. PŚ | 19–21 listopada 2021 | Stavanger                                                                                    | 1500 m (21.11)                                                                               | Ning Zhongyan                                                                                | Joey Mantia                                                                                  | Kim Min-seok                                                                                 | [ 2 ]                                                                                        |                                                                                              |
| 3. PŚ | 3–5 grudnia 2021     | Salt Lake City                                                                               | 500 m (03.12)                                                                                | Yamato Matsui                                                                                | Wataru Morishige                                                                             | Laurent Dubreuil                                                                             | [ 3 ]                                                                                        |                                                                                              |
| 3. PŚ | 3–5 grudnia 2021     | Salt Lake City                                                                               | 5000 m (03.12)                                                                               | Nils van der Poel                                                                            | Patrick Roest                                                                                | Davide Ghiotto                                                                               | [ 3 ]                                                                                        |                                                                                              |
| 3. PŚ | 3–5 grudnia 2021     | Salt Lake City                                                                               | Bieg masowy (04.12)                                                                          | Bart Swings                                                                                  | Viktor Hald Thorup                                                                           | Rusłan Zacharow                                                                              | [ 3 ]                                                                                        |                                                                                              |
| 3. PŚ | 3–5 grudnia 2021     | Salt Lake City                                                                               | 1500 m (04.12)                                                                               | Joey Mantia                                                                                  | Ning Zhongyan                                                                                | Thomas Krol                                                                                  | [ 3 ]                                                                                        |                                                                                              |
| 3. PŚ | 3–5 grudnia 2021     | Salt Lake City                                                                               | 500 m (05.12)                                                                                | Wataru Morishige                                                                             | Artiom Ariefjew                                                                              | Laurent Dubreuil                                                                             | [ 3 ]                                                                                        |                                                                                              |
| 3. PŚ | 3–5 grudnia 2021     | Salt Lake City                                                                               | 1000 m (05.12)                                                                               | Thomas Krol                                                                                  | Kjeld Nuis                                                                                   | Hein Otterspeer                                                                              | [ 3 ]                                                                                        |                                                                                              |
| 3. PŚ | 3–5 grudnia 2021     | Salt Lake City                                                                               | Bieg drużynowy (05.12)                                                                       | Stany Zjednoczone Joey Mantia · Emery Lehman · Casey Dawson                                  | Norwegia Peder Kongshaug · Hallgeir Engebråten · Kristian Ulekleiv                           | Włochy Andrea Giovannini · Nicola Tumolero · Michele Malfatti                                | [ 3 ]                                                                                        |                                                                                              |
| 4. PŚ | 10–12 grudnia 2021   | Calgary                                                                                      | 500 m (10.12)                                                                                | Laurent Dubreuil                                                                             | Gao Tingyu                                                                                   | Yuma Murakami                                                                                | [ 4 ]                                                                                        |                                                                                              |
| 4. PŚ | 10–12 grudnia 2021   | Calgary                                                                                      | 5000 m (10.12)                                                                               | Nils van der Poel                                                                            | Davide Ghiotto                                                                               | Ted-Jan Bloemen                                                                              | [ 4 ]                                                                                        |                                                                                              |
| 4. PŚ | 10–12 grudnia 2021   | Calgary                                                                                      | Bieg masowy (11.12)                                                                          | Albertus Hoolwerf                                                                            | Bart Swings                                                                                  | Felix Rijhnen                                                                                | [ 4 ]                                                                                        |                                                                                              |
| 4. PŚ | 10–12 grudnia 2021   | Calgary                                                                                      | 1500 m (11.12)                                                                               | Joey Mantia                                                                                  | Connor Howe                                                                                  | Allan Dahl Johansson                                                                         | [ 4 ]                                                                                        |                                                                                              |
| 4. PŚ | 10–12 grudnia 2021   | Calgary                                                                                      | 500 m (12.12)                                                                                | Wiktor Musztakow                                                                             | Yuma Murakami                                                                                | Laurent Dubreuil                                                                             | [ 4 ]                                                                                        |                                                                                              |
| 4. PŚ | 10–12 grudnia 2021   | Calgary                                                                                      | 1000 m (12.12)                                                                               | Ning Zhongyan                                                                                | Jordan Stolz                                                                                 | Wiktor Musztakow                                                                             | [ 4 ]                                                                                        |                                                                                              |
| 4. PŚ | 10–12 grudnia 2021   | Calgary                                                                                      | Bieg drużynowy (12.12)                                                                       | Stany Zjednoczone Casey Dawson · Emery Lehman · Ethan Cepuran                                | Norwegia Peder Kongshaug · Hallgeir Engebråten · Sverre Lunde Pedersen                       | Kanada Ted-Jan Bloemen · Connor Howe · Jordan Belchos                                        | [ 4 ]                                                                                        |                                                                                              |
|       | 15–17 grudnia 2021   | 2. Mistrzostwa Czterech Kontynentów – Calgary                                                | 2. Mistrzostwa Czterech Kontynentów – Calgary                                                | 2. Mistrzostwa Czterech Kontynentów – Calgary                                                | 2. Mistrzostwa Czterech Kontynentów – Calgary                                                | 2. Mistrzostwa Czterech Kontynentów – Calgary                                                | 2. Mistrzostwa Czterech Kontynentów – Calgary                                                | 2. Mistrzostwa Czterech Kontynentów – Calgary                                                |
|       | 7–9 stycznia 2022    | 3. Mistrzostwa Europy na Dystansach – Heerenveen                                             | 3. Mistrzostwa Europy na Dystansach – Heerenveen                                             | 3. Mistrzostwa Europy na Dystansach – Heerenveen                                             | 3. Mistrzostwa Europy na Dystansach – Heerenveen                                             | 3. Mistrzostwa Europy na Dystansach – Heerenveen                                             | 3. Mistrzostwa Europy na Dystansach – Heerenveen                                             | 3. Mistrzostwa Europy na Dystansach – Heerenveen                                             |
|       | 4–20 lutego 2022     | XXIV Zimowe Igrzyska Olimpijskie – Pekin                                                     | XXIV Zimowe Igrzyska Olimpijskie – Pekin                                                     | XXIV Zimowe Igrzyska Olimpijskie – Pekin                                                     | XXIV Zimowe Igrzyska Olimpijskie – Pekin                                                     | XXIV Zimowe Igrzyska Olimpijskie – Pekin                                                     | XXIV Zimowe Igrzyska Olimpijskie – Pekin                                                     |                                                                                              |
|       | 3–6 marca 2022       | 115. Mistrzostwa Świata w Wieloboju i 52. Mistrzostwa Świata w Wieloboju Sprinterskim– Hamar | 115. Mistrzostwa Świata w Wieloboju i 52. Mistrzostwa Świata w Wieloboju Sprinterskim– Hamar | 115. Mistrzostwa Świata w Wieloboju i 52. Mistrzostwa Świata w Wieloboju Sprinterskim– Hamar | 115. Mistrzostwa Świata w Wieloboju i 52. Mistrzostwa Świata w Wieloboju Sprinterskim– Hamar | 115. Mistrzostwa Świata w Wieloboju i 52. Mistrzostwa Świata w Wieloboju Sprinterskim– Hamar | 115. Mistrzostwa Świata w Wieloboju i 52. Mistrzostwa Świata w Wieloboju Sprinterskim– Hamar | 115. Mistrzostwa Świata w Wieloboju i 52. Mistrzostwa Świata w Wieloboju Sprinterskim– Hamar |
| 5. PŚ | 12–13 marca 2022     | Heerenveen                                                                                   | 500 m (12.03)                                                                                | Tatsuya Shinhama                                                                             | Laurent Dubreuil Wataru Morishige                                                            | –                                                                                            | [ 5 ]                                                                                        |                                                                                              |
| 5. PŚ | 12–13 marca 2022     | Heerenveen                                                                                   | 1000 m (12.03)                                                                               | Kjeld Nuis                                                                                   | Thomas Krol                                                                                  | Hein Otterspeer                                                                              | [ 5 ]                                                                                        |                                                                                              |
| 5. PŚ | 12–13 marca 2022     | Heerenveen                                                                                   | 5000 m (12.03)                                                                               | Nils van der Poel                                                                            | Bart Swings                                                                                  | Davide Ghiotto                                                                               | [ 5 ]                                                                                        |                                                                                              |
| 5. PŚ | 12–13 marca 2022     | Heerenveen                                                                                   | 500 m (13.03)                                                                                | Tatsuya Shinhama                                                                             | Piotr Michalski                                                                              | Wataru Morishige                                                                             | [ 5 ]                                                                                        |                                                                                              |
| 5. PŚ | 12–13 marca 2022     | Heerenveen                                                                                   | 1500 m (13.03)                                                                               | Kjeld Nuis                                                                                   | Thomas Krol                                                                                  | Connor Howe                                                                                  | [ 5 ]                                                                                        |                                                                                              |
| 5. PŚ | 12–13 marca 2022     | Heerenveen                                                                                   | Bieg masowy (13.03)                                                                          | Bart Swings                                                                                  | Andrea Giovannini                                                                            | Jorrit Bergsma                                                                               | [ 5 ]                                                                                        |                                                                                              |

#### Klasyfikacje
| Lp. | Zawodnik                    | Punkty |
| --- | --------------------------- | ------ |
| 1.  | Laurent Dubreuil            | 614    |
| 2.  | Tatsuya Shinhama            | 586    |
| 3.  | Wataru Morishige            | 555    |
| 4.  | Piotr Michalski             | 439    |
| 5.  | Yamato Matsui               | 436    |
| 6.  | Yuma Murakami               | 397    |
| 7.  | Marek Kania                 | 353    |
| 8.  | Håvard Holmefjord Lorentzen | 346    |
| 9.  | Merijn Scheperkamp          | 318    |
| 10. | Damian Żurek                | 310    |

| Lp. | Zawodnik                    | Punkty |
| --- | --------------------------- | ------ |
| 1.  | Thomas Krol                 | 282    |
| 2.  | Kjeld Nuis                  | 270    |
| 3.  | Hein Otterspeer             | 238    |
| 4.  | Håvard Holmefjord Lorentzen | 230    |
| 5.  | Kai Verbij                  | 210    |
| 6.  | Masaya Yamada               | 196    |
| 7.  | Laurent Dubreuil            | 193    |
| 8.  | Cornelius Kersten           | 187    |
| 9.  | Taiyo Nonomura              | 182    |
| 10. | Connor Howe                 | 178    |

| Lp. | Zawodnik        | Punkty |
| --- | --------------- | ------ |
| 1.  | Joey Mantia     | 280    |
| 2.  | Connor Howe     | 256    |
| 3.  | Kjeld Nuis      | 224    |
| 4.  | Thomas Krol     | 221    |
| 5.  | Bart Swings     | 215    |
| 6.  | Peder Kongshaug | 210    |
| 7.  | Takurō Oda      | 203    |
| 8.  | Taiyo Nonomura  | 193    |
| 9.  | Kazuya Yamada   | 178    |
| 10. | Emery Lehman    | 174    |

| Lp. | Zawodnik          | Punkty |
| --- | ----------------- | ------ |
| 1.  | Nils van der Poel | 360    |
| 2.  | Davide Ghiotto    | 272    |
| 3.  | Ted-Jan Bloemen   | 264    |
| 4.  | Bart Swings       | 259    |
| 5.  | Jorrit Bergsma    | 211    |
| 6.  | Patrick Beckert   | 195    |
| 7.  | Michele Malfatti  | 193    |
| 8.  | Marwin Talsma     | 192    |
| 9.  | Andrea Giovannini | 169    |
| 10. | Rusłan Zacharow   | 149    |

| Lp. | Zawodnik           | Punkty |
| --- | ------------------ | ------ |
| 1.  | Bart Swings        | 652    |
| 2.  | Andrea Giovannini  | 550    |
| 3.  | Rusłan Zacharow    | 425    |
| 4.  | Chung Jae-won      | 376    |
| 5.  | Jorrit Bergsma     | 371    |
| 6.  | Ian Quinn          | 330    |
| 7.  | Livio Wenger       | 326    |
| 8.  | Jordan Belchos     | 302    |
| 9.  | Viktor Hald Thorup | 287    |
| 10. | Kristian Ulekleiv  | 287    |

| Lp. | Reprezentacja     | Punkty |
| --- | ----------------- | ------ |
| 1.  | Stany Zjednoczone | 312    |
| 2.  | Norwegia          | 302    |
| 3.  | Kanada            | 284    |
| 4.  | Holandia          | 268    |
| 5.  | Włochy            | 252    |
| 6.  | Chiny             | 242    |
| 7.  | Nowa Zelandia     | 212    |
| 8.  | Dania             | 193    |
| 9.  | Polska            | 188    |
| 10. | Korea Południowa  | 179    |